# Concerto pour piano no 1 de Liszt
Pour les articles homonymes, voir Concerto pour piano (homonymie).

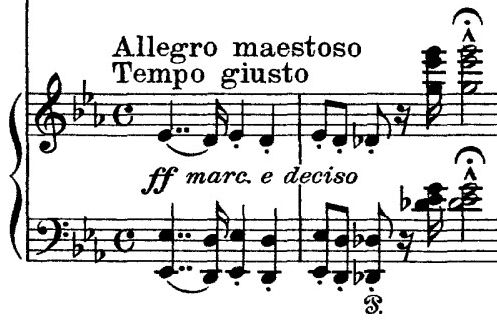
Deux mesures introductives

Le Concerto pour piano no 1 en mi bémol majeur S. 124 de Franz Liszt, créé à Weimar en 17 février 1855 sous la direction de Berlioz et avec le compositeur au piano, a été composé entre 1830 et 1853.
Relativement court malgré ses quatre mouvements, ce concerto fut qualifié par Bartók de « première composition parfaite de forme-sonate cyclique, avec des thèmes communs traités sur le principe de la variation ». Les mouvements 2, 3 et 4 sont enchaînés.
1. Allegro maestoso
2. Quasi adagio
3. Allegretto vivace - Allegro animato
4. Allegro marziale animato

Le troisième mouvement est célèbre pour l'utilisation surprenante du triangle, en dialogue tour à tour avec l'orchestre, puis avec le piano. Ce procédé original n'avait pas manqué, à l'époque, de susciter les railleries de certains critiques.